# Cardeal-da-amazônia
O cardeal-da-amazônia (Paroaria gularis) é uma ave que vive na região da Floresta Amazônica, em matas de várzea e beira de rios. Tais aves medem cerca de 16,5 cm de comprimento, com garganta vermelha com mancha negra.